# Субфебрильна температура
Субфебрильна температура (Субфебрильна гарячка, Субфебрилітет (лат. subfibrilitas від лат. sub — під + лат. febrіs — гарячка) — постійне підвищення температури тіла протягом тривалого часу (від 2 тижнів до декількох місяців або років) в межах 37,1—38,0°C. Термін «субфебрильна гарячка» використовують для характеристики гострих короткочасних гіпертермій у цих межах. Субфебрильна температура спостерігається при багатьох захворюваннях, зокрема може свідчити про уповільнений запальний процес.

## Види
Розрізняють таки види субфебрильної температури:
- низький субфебрилитет — підвищення температури до 37,5°С;[1]
- високий субфебрилитет — понад 37,5 °С;[1]

## Причини
Субфебрильна температура може спостерігатися при багатьох хворобах. Зокрема при амебіазі, лямбліозі, ГРВІ, хронічному тонзиліті, пневмонії, туберкульозі, соматоформній вегетативній дисфункції серця та серцево-судинної системи, пієлонефриті, виразковому коліті, саркоїдозі, хвороби Крона, хвороби Віппла, гострому гепатиті, цитомегаловірусі, герпесі, псоріазі, токсоплазмозі, тифах, бруцельозі, також може бути спричинена паразитами, дисфункцією щитоподібної залози, вірусом Епштейна — Барр (мононуклеозом).
При обстеженні хворого з неясним субфебрилітетом необхідно мати на увазі, що в його основі частіше лежить захворювання однієї з наступних 5 груп:[джерело?]
- хронічні хвороби інфекційної етіології, в тому числі туберкульоз, бруцельоз, ендокардит, хронічний сепсис (при ослабленій імунореактивності), хронічний тонзиліт, синусит, пієлонефрит, аднексит (сальпінгоофорит) і будь-яка інша вогнищева хронічна інфекція.
- хвороби з імунопатологічною (алергічною) основою, в тому числі Ревматизм, ревматоїдний артрит та інші дифузні захворювання сполучної тканини, саркоїдоз, васкуліти, синдром Дресслера, неспецифічний виразковий коліт, лікарська алергія.
- злоякісні новоутворення, зокрема аденокарцинома нирки, злоякісні лімфоми (лімфогранулематоз, лімфосаркома, парапротеїнемічні гемобластози тощо), гепатокарцинома, лейкози.
- хвороби ендокринної системи, особливо ті, що супроводжуються зростанням інтенсивності обміну речовин, перш за все тиреотоксикоз, патологічний клімакс, феохромоцитома.
- органічні захворювання центральної нервової системи, в тому числі в результаті черепно-мозкової травми або нейроінфекції (особливо ускладнені ураженням гіпоталамусу), а також функціональні розлади діяльності центрів терморегуляції при неврозах і спостережувані іноді протягом декількох місяців після перенесених тяжких, зокрема інфекційних захворювань.

Стійка субфебрильна температура часто спостерігається у жінок у період клімаксу.
Субфебрильна температура може бути єдиним проявом гіпертиреозу в його початкових стадіях.[джерело?]
Субфебрильна температура також спостерігається при термоневрозі, після отримання дози іонізуючого випромінювання величиною від 2 до 4 Гр.[джерело?]

## Лікування
Функціональне порушення терморегуляції може бути спадково зумовленим. Тоді субфебрилитет не порушує загального стану хворого і не потребує симптоматичного лікування.
Субфебрильна температура усувається при лікуванні захворювання, що стало причиною його розвитку, впливом на різні ланки системи терморегуляції. Так, в основі гіпотермічного ефекту преднізолону при лімфогранулематозі лежить пригнічення синтезу ендогенного пірогену. При вегетативній дисфункції, що супроводжується субфебрилитетом, ефективна седативна терапія. Неприпустиме симптоматичне призначення глюкокортикоїдів, саліцилатів, похідних піразолону та антибіотиків, якщо діагноз не встановлений. Ці препарати можуть усунути деякі відносно специфічні симптоми, зокрема, «затушувати» імунологічні зсуви і відстрочити встановлення діагнозу.